# Veit Adam von Pelkoven
Freiherr Veit Adam von Pelkhoven (* 1649 in München; † 10. März 1701 in Freising) war Domherr zu Freising.
Das Geburtsdatum ist nicht gesichert. In einem Taufschein aus dem Jahr 1675 wird der 30. Januar 1649 angegeben, in einer anderen Quelle der Monat März 1649. Er war der Sohn von Johann Wolfgang von Pelkhoven (Hochenbuchbacher Hauptstamm) und dessen zweiter Frau, Euphemia von Lerchenfeld (Tochter von Christopher von Lerchenfeld und Jakobea Schenking). Er hatte vier weitere Geschwister, darunter Anna Maria Franziska (geb. 1646), Maria Anna Christina, die in das Kloster der Salesianerinnen in München eintrat, und Ferdinand Maria.
Veit Adam von Pelkhoven studierte Philosophie und Theologie am Collegium Germanicum in Rom, sein Studium schloss er um 1669 ab. Nach seiner Rückkehr in Bayern wurde er von Kurfürst Ferdinand Maria mit der Pfarrei Wasserburg belehnt. Im Jahr 1680 wurde er Domherr. 1688 berief Bischof Joseph Clemens von Bayern von Freising ihn zum Generalvikar in Freising. Zudem wurde er 1690 zum Titularpropst des Stiftes Petersberg am Madron ernannt.